# Референдумы в Лихтенштейне (2009)
Референдумы в Лихтенштейне проводились 29 марта и 6 декабря 2009 года. В марте прошли два референдума по реформированию 1-го уровня общеобразовательной школы и по введению запрета на курение в ресторанах. Оба предложения были отклонены. В декабре прошёл референдум по отмене закона, введённого в мае 2008 года, который устанавливал максимальный уровень электромагнитного поля на телефонных мачтах. Референдум был одобрен 57 % голосов избирателей.

## Результаты

### Школьная реформа
| Выбор                               | Голоса | %    |
| ----------------------------------- | ------ | ---- |
| За                                  | 3 745  | 31.8 |
| Против                              | 8 042  | 68,2 |
| Недействительных/пустых бюллетеней  | 108    | -    |
| Всего                               | 11 895 | 100  |
| Зарегистрированных избирателей/Явка | 17 190 | 69,2 |
| Источник: Nohlen & Stöver           |        |      |

### Запрет на курение в ресторанах
| Выбор                               | Голоса | %    |
| ----------------------------------- | ------ | ---- |
| За                                  | 1 909  | 18,7 |
| Против                              | 8 274  | 81,3 |
| Недействительных/пустых бюллетеней  | 1 152  | -    |
| Всего                               | 11 335 | 100  |
| Зарегистрированных избирателей/Явка | 17 570 | 64,5 |
| Источник: Nohlen & Stöver           |        |      |

### Отмена закона 2008 года по защите окружающей среды
| Выбор                               | Голоса | %    |
| ----------------------------------- | ------ | ---- |
| За                                  | 6 765  | 57,0 |
| Против                              | 5 102  | 43,0 |
| Недействительных/пустых бюллетеней  | 374    | -    |
| Всего                               | 12 241 | 100  |
| Зарегистрированных избирателей/Явка | 18 619 | 65,7 |
| Источник: Nohlen & Stöver           |        |      |